# Coraopolis
Coraopolis é um distrito localizado no estado norte-americano da Pensilvânia, no Condado de Allegheny.

## Demografia
Segundo o censo norte-americano de 2000, a sua população era de 6 131 habitantes. Em 2006, foi estimada uma população de 5 671, um decréscimo de 460 (-7,5%).

## Geografia
De acordo com o United States Census Bureau tem uma área de 3,9 km², dos quais 3,5 km² cobertos por terra e 0,4 km² cobertos por água.

## Localidades na vizinhança
O diagrama seguinte representa as localidades num raio de 8 km ao redor de Coraopolis.